# 糖藕

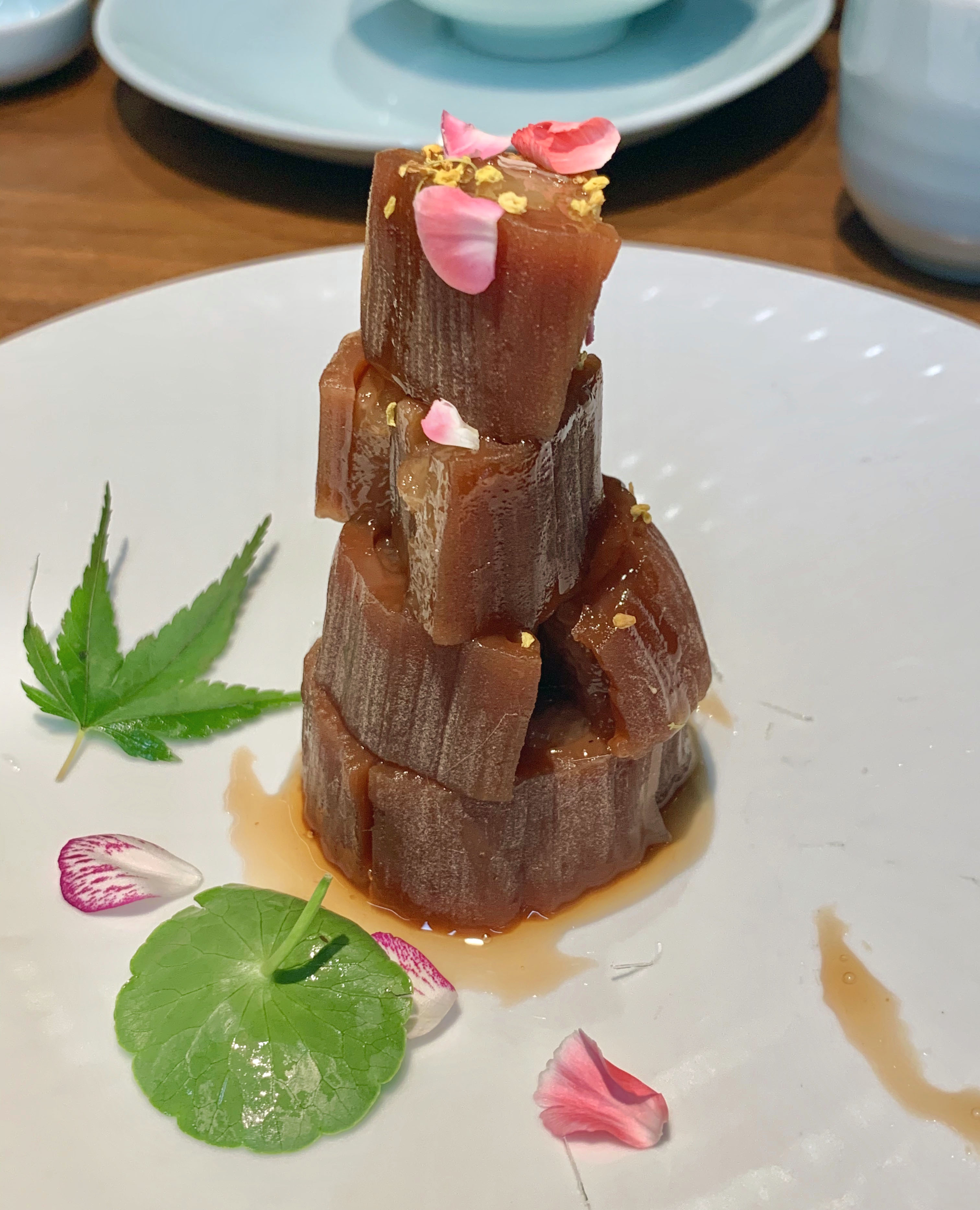
摆盘精美的糖藕

糖藕，或称甜藕、糯米藕、江米藕、瓤藕等，是一种发源于太湖周边地区、流行于中国各地的甜味食物，用莲藕、糯米（江米）、食糖等制作而成。

## 制作方法
糯米藕的做法不一，大同小异，通常做法如下：先将一节生莲藕切去一端，往藕孔里灌入用水浸泡过的糯米（或干糯米），煮（或蒸）到藕熟米烂，然后剥去藕皮（或在蒸煮之前剥皮），横向切成片，再加入食糖。加糖的方法不一，如撒上白糖（或冰糖）后再蒸，或将白糖加水收汁或勾芡后浇淋，或在煮的时候就加入白糖，或直接浇淋糖浆、蜂蜜，或直接蘸糖食用。一些地方还习惯洒上桂花。:277-290

## 历史
记述南宋都城临安城市社会生活的《西湖老人繁胜录》、吴自牧《梦粱录》和周密《武林旧事》中，都提到当时杭城食品店里或夜市上售卖的甜食点心中有一种“灌藕”，具体又分生熟两种。元朝无锡画家倪瓒《雲林堂飲食制度集》记录了“熟灌藕”的做法：将绿豆淀粉与蜂蜜和麝香混合后，灌入莲藕的孔里，用油纸包扎好，煮熟后切成片，趁热食用。
明朝松江人宋诩所著的《宋氏养生部》中记录了一种莲藕的烹饪方法，跟今天糖藕的做法已基本一致：将糯米和红豆塞进藕孔之中，用水煮熟，吃的时候配上蜜。:183